# Лала Шевкет
Ла́ла Шевке́т (азерб. Lalə Şövkət, р. 7 ноября 1951, Баку, Азербайджан) — азербайджанский политический деятель, лидер Либеральной партии Азербайджана и движения «Национальное Единство».

## Ранние годы
Лала Шевкет родилась 7 ноября 1951 года в городе Баку в семье филолога и историка, уроженца Кубинского района Шевкет-бека Гаджиева (1912—1983) и врача, уроженки Баку, кандидата наук и доцента Сиддиги Усейновой (1920—1988). В 1968 году Лала Шевкет окончила среднюю школу №189 и поступила в Азербайджанский Государственный Медицинский Институт им. Н.Нариманова. Первые её научные труды были опубликованы будучи студенткой. По окончании института была направлена Министерством здравоохранения Азербайджана для прохождения интернатуры в знаменитый научный центр советской хирургии, кафедру Университета дружбы народов им. Патриса Лумумбы в Москве. Окончив в 1975 году интернатуру, прошла клиническую ординатуру в том же научном центре под руководством академика Владимира Владимировича Виноградова. В 1977 году защитила кандидатскую диссертацию по хирургии. С 1978 года работала младшим, позже старшим и ведущим научным сотрудником в НИИ скорой помощи им. Склифосовского. В 1988 году защитила докторскую диссертацию по организации и управлению здравоохранением, став самым молодым в СССР доктором наук в этой области. Работала руководителем отдела организации и управления здравоохранением Научного центра Минздрава РСФСР. В 1991 году была официально привлечена председателем Совета Министров Российской Федерации Иваном Силаевым к работе по разработке концепции социальной политики страны. Лала Шевкет являлась руководителем экспертной группы по законодательству здравоохранения Верховного Совета РСФСР, вице-президентом Международной Ассоциации социал-гигиенистов и организаторов здравоохранения, членом президиума Международного Эко-философского фонда. Удостоена почётного звания Доктора философии и права. Лала Шевкет — профессор и автор более ста научных работ.

## Политическая деятельность
Эпоха перестройки и обострение в конце 1980-х Карабахской проблемы повлияло на формирование общественно-политической деятельности Лалы Шевкет и стала основой для сотрудничества с ведущими лидерами демократического движения Советского Союза. Трагические события «Кровавого января» 1990 года явились отправной точкой начала её политической деятельности. В связи с этими событиями 20 и 21 января она руководила подготовкой и проведением пресс-конференции в постпредстве Азербайджана в Москве.
В 1991 году вместе с Шеварднадзе, Яковлевым, Собчаком, Поповым, Бразаускасом и другими известными демократами Лала Шевкет стала одним из инициаторов формирования Движения Демократических реформ в СССР. В этом же году ею было создано Международное общественно-политическое Движение «За демократические реформы в Азербайджанской Республике и защиту прав человека». Это движение стало первой в СССР международной политической организацией союзной республики, официально зарегистрированной в Министерстве юстиции СССР. Представительства этого движения находились как в Азербайджане, так и в союзных республиках и странах Европы.
В июне 1993 года была приглашена в Баку исполняющим обязанности президента Азербайджана Гейдаром Алиевым и 7 июля была назначена на пост Государственного секретаря Азербайджанской Республики.
В январе 1994 года в знак протеста против коррупции в высших эшелонах власти подала заявление об отставке и тем создала прецедент добровольной отставки с высокого государственного поста руководствуясь нравственными принципами.
В январе 1994 года ей был присвоен ранг Чрезвычайного и полномочного посла, и издан Указ президента о назначении на должность представителя Азербайджана при ООН. Но она твёрдо отказалась от должности, мотивируя это невозможностью быть проводником той политики, которую она не приемлет. Несмотря на то, что в течение 8 месяцев Указ президента оставался в силе, она так и не приступила к работе.
В 1995 году создала Либеральную партию Азербайджана, и 3 июня 1995 года на учредительной конференция была избрана её председателем. Является основоположником идеологии либерализма в современном Азербайджане. Под её руководством была выпущена первая на азербайджанском языке книга по теории либерализма.
В 1998 году Лала Шевкет являлась одним из пяти потенциальных кандидатов в президенты, которые бойкотировали выборы в связи с их недемократичностью.
За годы политической деятельности на Лалу Шевкет неоднократно совершались попытки покушения, наиболее известным из которых являлась покушение на неё и её окружения на митинге в защиту демократии в Азербайджане осенью 1998 года.
7 июня 2003 года на внеочередном съезде Либеральной партии Азербайджана Лала Шевкет подала в отставку с поста председателя партии, приняв решения баллотироваться в президенты как независимый кандидат.
Результаты президентских выборы 15 октября 2003 года были поставлены под сомнения ведущими международными организациями, такими как ОБСЕ и Совет Европы. Согласно мнению многих независимых наблюдателей должен был состояться второй тур с участием Лалы Шевкет .
В ноябре 2005 года возглавляемые Лалой Шевкет Движение «Национальное Единство» и Либеральная Партия Азербайджана приняли участие в очередных парламентских выборах со списком из 70 кандидатов. В результате голосования 7 ноября 2005 года в 17-м Ясамальском округе Лала Шевкет одержала убедительную победу и в соответствии с официальными данными была избрана депутатом Милли Меджлиса. Однако власти не признали победу, как минимум, 11 других кандидатов от Либеральной Партии и Движения «Национальное Единство». Одновременно не были признаны победы свыше 50 кандидатов в депутаты от других оппозиционных партий. Большинство поданных впоследствии жалоб в ЦИК не были рассмотрены, а часть из них необоснованно неудовлетворена. 26 ноября 2005 г. в ходе митинга оппозиции власти применили против мирных демонстрантов неоправданное насилие, подвергнув жестокому избиению женщин, детей и стариков. Была совершена попытка нападения и на лидеров оппозиции, в том числе Лалу Шевкет. Не желая участвовать в легитимизации «новоизбранного парламента», 17 января 2006 года Лала Шевкет направила в Центризбирком официальное заявление об отказе от мандата депутата Милли Меджлиса Азербайджанской Республики в знак протеста против тотальной фальсификации парламентских выборов и откровенного нежелания властей идти на какие бы то ни было компромиссы.
17 февраля 2006 года Лала Шевкет подписала с лидерами ведущих оппозиционных партий соглашение об образовании Политического Блока «Азадлыг», являвшийся реальной альтернативой правящему режиму. В составе блока были Либеральная Партия Азербайджана, Партия Народного Фронта и Партия Гражданского Развития. За время своего существования, Блок зарекомендовал себя в авангарде борьбы оппозиции за демократию и права человека в Азербайджане.
В 2008 году Лала Шевкет вместе с другими лидерами оппозиции бойкотировала президентские выборы в связи с полным отсутствием свободы и открытости в стране, и отсутствием даже минимальных требований для проведения выборов честно и справедливо.
В 2010 году перед парламентскими выборами блок «Азадлыг» был расформирован в связи с решением партии Народного фронта создать коалицию с партией Мусават. Либеральная партия Азербайджана приняла участие в парламентских выборах вместе со своим союзником из расформированного блока «Азадлыг» — партией Граждан и Развития, а также партией Зеленых и Движением Интеллигенции, сформировав избирательного блок «За человека». Однако, согласно отчетам иностранных наблюдателей, выборы были сфальсифицированы, и ни один из кандидатов от оппозиции не смог пройти в парламент.
Сегодня профессор Лала Шевкет является лидером Либеральной партии Азербайджана и её кандидатом в президенты.

## Личная жизнь
Имеет одного сына.

## Источник
Статья написана согласно информации с официального сайта профессора Шевкет. Информация сайта лицензирована на условиях GNU Free Documentation License, использовано с разрешением.

### Внешние ссылки
- Официальный сайт Лалы Шевкет